# Machchafushi
Machchafushi est une petite île inhabitée des Maldives. Son nom signifie « île qui monte ». C'est une des nombreuses îles-hôtel des Maldives, dont elle accueille depuis 1992 le Machchafushi Island Resort, dorénavant le Centara Grand Island Resort & Spa Maldives.

## Géographie
Machchafushi est située dans le centre des Maldives, au Sud de l'atoll Ari, dans la subdivision de Alif Dhaal. 